# Bhedarganj
Bhedarganj è un sottodistretto (upazila) del Bangladesh situato nel distretto di Shariatpur, divisione di Dacca. Si estende su una superficie di 261,90 km² e conta una popolazione di 253.234 abitanti (dato censimento 1991).